# Acanthodelta ophismoides
Acanthodelta ophismoides är en fjärilsart som beskrevs av Walker 1873. Acanthodelta ophismoides ingår i släktet Acanthodelta och familjen nattflyn. Inga underarter finns listade i Catalogue of Life.